# Everybody Was in the French Resistance...Now!
Everybody Was in the French Resistance...Now! is een Brits/Amerikaanse rockband uit Deptford/Los Angeles, die songs schreef als reactie op populaire songs (answer songs).

## Bezetting
- Eddie Argos[2] (zang)
- Dyan Valdés[3] (zang, piano, compositie)
- David Newton[4] (productie, gitaar, basgitaar)
- Louis Castle[5] (trompet)
- Nick Amoroso[6] (drums)
- Bekki Newton (zang)
- Dave Schultz (mastering)

## Geschiedenis
Eddie Argos presenteerde de band op zijn blog in 2008, met de aanduiding dat dit een antwoord was aan Avril Lavigne, die probeerde 'om mannen af te houden van gelukkige en liefdevolle relaties', een ironische toespeling op haar song Girlfriend. Eddie Argos is een welbekend muzikale zonderling, die de gelegenheid kreeg om te reageren op meerdere songs bij dit project, van jaren 60 soulnummers zoals Hey, It's Jimmy Mack tot Kanye West met Coal Digger. Het is momenteel niet duidelijk of de band een eenzijdig project was of dat er plannen zijn voor een tweede album, hoewel het terloops werd vermeld op Eddie Argos' blog.
Het album Fixin' the Charts, Vol. 1 werd opgenomen in het legendarische Joshua Tree National Park en werd geproduceerd door de gitarist David Newton van The Mighty Lemon Drops. De twaalf nummers reageerden op een brede diversiteit van songs en hadden vaak een volledig andere opbouw dan het origineel, bijvoorbeeld Creeque Alley van The Mamas and the Papas zong over de geschiedenis van de band en het Californische muziekcircuit van deze tijd en Creque Allies is een beknopte geschiedenis van het Franse verzet tijdens de Tweede Wereldoorlog. 
Het album kreeg allerlei beoordelingen in de media. Pitchfork Media, die gewoonlijk positief waren over Argos' hoofdband Art Brut, suggereerden dat het 'alleen voor bezetenen' was, met het besef dat een gezapige vermakelijke klik op MySpace kon leiden tot een pijnlijk onaangenaam album. Het werd ook divers beschreven als 'half klaar' en 'wegwerpbaar'. Hoe dan ook, het magazine Spin gaf het album een 7, verwijzend naar Eddie als een van de grootste alledaagse liedjesschrijvers van zijn generatie.
Ondanks alles werden sommige songs van het album afzonderlijk geprezen in dezelfde recensies, bijvoorbeeld He's a Rebel werd hoog aangeschreven als 'leuk en vernuftig' en Stereogum verwees naar Argos als 'Indie rock's thick-browed sardonic clown prince'.

## Discografie

### Album
- 2010: Fixin' the Charts, Vol. 1

### Tracklijst
| #  | Titel                                 | Speelduur | Verwijst naar song                               |
| -- | ------------------------------------- | --------- | ------------------------------------------------ |
| 1  | Creque Allies                         | 3:08      | The Mamas and the Papas - Creeque Alley          |
| 2  | G.I.R.L.F.R.E.N (You Know I've Got A) | 3:21      | Avril Lavigne - Girlfriend                       |
| 3  | (I'm So) Waldo P. Emerson Jones       | 2:52      | The Archies- Waldo P. Emerson Jones              |
| 4  | The Scarborough Affaire               | 2:29      | Scarborough Fair (trad. arr.)                    |
| 5  | Billy's Genes                         | 3:27      | Michael Jackson - Billie Jean                    |
| 6  | Think Twice (It's Not Alright)        | 3:31      | Bob Dylan - Don't Think Twice, It's All Right    |
| 7  | Hey! It's Jimmy Mack                  | 3:01      | Martha & The Vandellas - "Jimmy Mack"            |
| 8  | He's A Rebel                          | 2:42      | The Crystals - He's A Rebel                      |
| 9  | Coal Digger                           | 2:40      | Kanye West - Gold Digger                         |
| 10 | My Way (Is Not Always the Best Way)   | 3:19      | Frank Sinatra - My Way                           |
| 11 | Superglue                             | 1:37      | Elastica - Vaseline                              |
| 12 | Walk Alone                            | 3:19      | Gerry & The Pacemakers - You'll Never Walk Alone |